# Reggenza di Raja Ampat
La reggenza di Raja Ampat (in indonesiano: Kabupaten Raja Ampat) è una reggenza dell'Indonesia, situata nella provincia di Papua sud-occidentale.
La reggenza copre il territorio delle Isole Raja Ampat con l'eccezione della parte sud dell'isola di Salawati che fa parte della Reggenza di Sorong.